# Emanuele Lambertini
Emanuele Lambertini (Cento, 21 febbraio 1999) è uno schermidore italiano paralimpico, specializzato nella spada e nel fioretto.

## Biografia
Nato con una rara malformazione vascolare, dopo essersi sottoposto a numerose terapie durante l'infanzia volte a scongiurare il rischio di gangrena, all'età di otto anni Emanuele subì l'amputazione transfemorale della gamba destra. Durante la riabilitazione si avvicinò al mondo dello sport iniziando a praticare dapprima il nuoto e, successivamente, la scherma.
A quindici anni entrò in nazionale, per poi divenire il più giovane elemento della spedizione italiana alle prime Paralimpiadi a cui prese parte, quelle di Rio de Janeiro 2016. Nello stesso anno, era salito sul gradino più alto del podio ai campionati italiani nella specialità della spada e aveva vinto il bronzo nel fioretto.
Nel 2017, ai mondiali di casa svoltisi a Roma, Lambertini conquistò la medaglia d'oro nel fioretto a squadre, impresa mai riuscita agli italiani prima di allora. Due anni più tardi, la squadra di fioretto fu argento iridato.
Nel 2020 ottenne la qualificazione per le Paralimpiadi di Tokyo; si fermò ai gironi preliminari nelle prove a squadra di fioretto e spada, mentre nei tornei individuali giunse fino ai quarti di finale.
Agli europei di Varsavia nel 2022, Lambertini conquistò tre medaglie d'argento: spada individuale, fioretto individuale e fioretto a squadre.
Ai mondiali di Terni nel 2023, Emanuele Lambertini riuscì a conquistare la medaglia d'oro nel fioretto individuale e l'argento nel fioretto a squadre. Agli europei del 2024 portò a casa tre medaglie d'argento nel fioretto individuale e con le squadre di fioretto e spada.
Convocato per le sue terze Paralimpiadi nel 2024 a Parigi, fu iscritto a quattro gare; riuscì a disputare tre sfide per il bronzo, fermandosi al quarto posto in tutte e tre le circostanze (fioretto individuale, fioretto a squadre e spada individuale).
Allievo dell'Università di Bologna, Lambertini scelse la facoltà di ingegneria dell'automazione con l'obiettivo di progettare protesi innovative.
Agente tecnico della Polizia di Stato, gareggia per il Gruppo Sportivo Fiamme Oro.

## Palmarès
- Mondiali

 Roma 2017:  Oro nel fioretto a squadre;
 Cheongju 2019:  Argento nel fioretto a squadre;
 Terni 2023:  Argento nel fioretto a squadre;  Oro nel fioretto individuale;
- Europei

 Varsavia 2022:  Argento nel fioretto a squadre;  Argento nel fioretto individuale;  Argento nella spada individuale;
 Parigi 2024:  Argento nel fioretto a squadre;  Argento nel fioretto individuale;